# 1950年の南海ホークス
1950年の南海ホークス（1950ねんのなんかいホークス）では、1950年の南海ホークスの動向をまとめる。
この年の南海ホークスは、2リーグ制となった1年目のシーズンであり、鶴岡一人選手兼任監督の5年目のシーズンである（当時は山本一人）。

## 概要
1949年オフのプロ野球再編騒動を受け、ホークスはパシフィック・リーグに加盟。チームは失ったペナント奪回のため、蔭山和夫などが新しく入団。蔭山や笠原和夫、黒田一博など若手選手の活躍もありチームは5月まで新加盟の毎日に食らいついたものの、6月以降は徐々にゲーム差を広げられ、さらに後述の放棄試合などもありチームはパ・リーグ1年目のシーズンを2位で終えた。投手陣は前年の投壊がやや改善されてチーム防御率が3.38でリーグ1位、打撃陣はリーグ3位の88本塁打ながらもパ・リーグ唯一の200盗塁以上（225盗塁）を記録し、打率もリーグ2位の.279だった。
この年の9月12日に大阪球場が開場。公式戦初開催を予定していた9月16日の2試合（南海対阪急、東急対近鉄）が雨天中止となり、翌9月17日の2試合（近鉄対阪急、南海対東急）が公式戦初開催となった。

## チーム成績

### レギュラーシーズン
| 1 | 中 | 松葉昇   |
| 2 | 三 | 木塚忠助 |
| 3 | 右 | 笠原和夫 |
| 4 | 一 | 飯田徳治 |
| 5 | 左 | 堀井数男 |
| 6 | 遊 | 長沢正二 |
| 7 | 捕 | 筒井敬三 |
| 8 | 投 | 柚木進   |
| 9 | 二 | 蔭山和夫 |

| 順位 | 3月終了時 | 3月終了時 | 4月終了時 | 4月終了時 | 5月終了時 | 5月終了時 | 7月終了時 | 7月終了時 | 8月終了時 | 8月終了時 | 9月終了時 | 9月終了時 | 10月終了時 | 10月終了時 | 最終成績 | 最終成績 |
| ---- | --------- | --------- | --------- | --------- | --------- | --------- | --------- | --------- | --------- | --------- | --------- | --------- | ---------- | ---------- | -------- | -------- |
| 1位  | 毎日      | --        | 毎日      | --        | 毎日      | --        | 毎日      | --        | 毎日      | --        | 毎日      | --        | 毎日       | --         | 毎日     | --       |
| 2位  | 南海      | 0.5       | 南海      | 2.0       | 南海      | 5.0       | 南海      | 9.5       | 南海      | 12.0      | 南海      | 13.0      | 南海       | 15.0       | 南海     | 15.0     |
| 3位  | 東急      | 2.5       | 大映      | 5.5       | 大映      | 13.5      | 大映      | 18.0      | 大映      | 18.5      | 大映      | 14.5      | 大映       | 17.5       | 大映     | 19.5     |
| 4位  | 近鉄      | 3.0       | 東急      | 7.5       | 東急      | 16.0      | 阪急      | 20.5      | 東急      | 21.0      | 東急      | 22.0      | 阪急       | 25.5       | 阪急     | 28.5     |
| 5位  | 西鉄      | 3.0       | 西鉄      | 7.5       | 西鉄      | 17.5      | 東急      | 21.0      | 西鉄      | 23.0      | 西鉄      | 26.5      | 東急       | 28.0       | 西鉄     | 31.5     |
| 6位  | 大映      | 3.5       | 近鉄      | 8.0       | 近鉄      | 17.5      | 近鉄      | 23.0      | 阪急      | 23.0      | 阪急      | 27.0      | 西鉄       | 29.5       | 東急     | 32.5     |
| 7位  | 阪急      | 5.0       | 阪急      | 11.5      | 阪急      | 18.0      | 西鉄      | 23.5      | 近鉄      | 28.5      | 近鉄      | 30.0      | 近鉄       | 35.0       | 近鉄     | 37.5     |

| 順位 | 球団             | 勝 | 敗 | 分 | 勝率 | 差   |
| 1位  | 毎日オリオンズ   | 81 | 34 | 5  | .704 | 優勝 |
| 2位  | 南海ホークス     | 66 | 49 | 5  | .574 | 15.0 |
| 3位  | 大映スターズ     | 62 | 54 | 4  | .534 | 19.5 |
| 4位  | 阪急ブレーブス   | 54 | 64 | 2  | .458 | 28.5 |
| 5位  | 西鉄クリッパース | 51 | 67 | 2  | .432 | 31.5 |
| 6位  | 東急フライヤーズ | 51 | 69 | 0  | .425 | 32.5 |
| 7位  | 近鉄パールス     | 44 | 72 | 4  | .379 | 37.5 |

## できごと
- 8月14日 - 富山球場での大映スターズ15回戦、9回表、大映の板倉正男はライトの黒田一博の前にフライを打つが、長谷川信義塁審は「一度捕ったが落球した」と判断して「セーフ」の判定。これに山本一人監督兼内野手は「ダイレクトで捕った」と猛抗議。40分の中断の末に南海側の「放棄試合」となる。「トラブルで試合続行を拒否」しての放棄試合はこれが初。その後9月1日に裁定が下され、「南海球団に制裁金10万円」の処分が出るが、山本監督兼内野手には「謹責処分」が下される（放棄試合で監督に罰金が出なかったのは唯一）。

## 表彰選手
| リーグ・リーダー | リーグ・リーダー | リーグ・リーダー | リーグ・リーダー |
| 選手名           | タイトル         | 成績             | 回数             |
| ---------------- | ---------------- | ---------------- | ---------------- |
| 木塚忠助         | 盗塁王           | 78個             | 2年連続2度目     |

| ベストナイン | ベストナイン | ベストナイン |
| 選手名       | ポジション   | 回数         |
| ------------ | ------------ | ------------ |
| 飯田徳治     | 一塁手       | 初受賞       |
| 木塚忠助     | 遊撃手       | 3年連続3度目 |